# Claude Horstmann
Claude Horstmann (* 1960 in Minden) ist eine deutsche Bildhauerin und Performance-Künstlerin.

## Leben
Horstmann studierte Kunstwissenschaft an der Universität Osnabrück sowie Bildhauerei an der Akademie der Bildenden Künste Stuttgart, u. a. bei Inge Mahn und Joseph Kosuth. Horstmann lebt in Stuttgart und Marseille. Neben ihrer künstlerischen Arbeit hatte sie immer wieder Lehraufträge (u. a. FH Pforzheim 1995–97; Akademie der bildenden Künste Stuttgart 1998; Merz Akademie Stuttgart 2012). Im Jahr 1997 war Horstmann Trägerin des Sybille-Assmus-Preises.

## Einzelausstellungen und Aktionen (Auswahl)
- 2024 extra stone next surface, Laura Mars Gallery, Berlin
- 2021 STAY GOLD + guests, Laura Mars Gallery, Berlin
- 2021 MAGMOZONIER, performative Lesung, Württembergischer Kunstverein Stuttgart (mit Kathrin Kaps)
- 2019 Ein Hungerkünstler, Performance zu einem Text von Kafka, Goethe-Institut Lyon (mit Stéphane Le Mercier)
- 2018–19 DESSINATION, Goethe-Institut Lyon
- 2018 ce qui est traversé et traverse, Lecture-Performance, LE18, Marrakech
- 2017 LES INVITÉS, centre international de poésie (cipM), Marseille
- 2016 a r e a, Laura Mars Gallery, Berlin
- 2015 my translators transformers, Galerie im Kornhaus, Kirchheim/Teck
- 2015 MARSEILLE WORKS, Galerie Gudrun Fuckner, Ludwigsburg
- 2013 the darker, Laura Mars Gallery, Berlin
- 2012 NSCH, T66 kulturwerk, Freiburg (mit Nicolas Schneider)
- 2011 Le Cube, École supérieure des arts décoratifs de Strasbourg
- 2010 PERMANENT SIGNAL, Laura Mars Gallery, Berlin
- 2010 du sagst dein haus ist fast leer, Schauraum, Nürtingen (Performance mit Kurt Laurenz Theinert)
- 2008 124HOURROOM, Galerie du Tableau, Marseille
- 2008 NORMALNULL, Tresor-Raum für flüchtige Kunst, Stuttgart, Performance
- 2008 NN (noch zu nennen), Turm Hauptbahnhof Stuttgart, Performance
- 2007 Fortune Drawings, Kunsthalle Göppingen C1
- 2007 Galerie OÙ, Marseille, mit Emmanuelle Germain
- 2007 On drawing on, art3, Valence (K)
- 2005 L'Habité, Le SEPA/Bon Accueil, Rennes
- 2005 rest, Kunstmuseum Stuttgart, Performance
- 2004 Zeichenzone, Galerie am Pfleghof, Tübingen
- 2003 X-olation room, Württembergischer Kunstverein Stuttgart (mit Stéphane Le Mercier), Publikation
- 2002 mode mineur, Tohu Bohu, Marseille, mit Carlo Schiuma
- 2001 Institut francais, Stuttgart
- 2000 called to be – to be called, Galerie der Stadt Stuttgart (Performance mit Stéphane Le Mercier)
- 2000 Landschaft ist nicht die Lösung, http://www.domnick.de/seiten/va_2000_horstmann.html Stiftung Domnick, Nürtingen (K)
- 1999 Galerie Tilly Haderek, Stuttgart
- 1998 Hundert Räume, Heidelberger Kunstverein (K)
- 1998 I was a secret person, Galerie Tilly Haderek, Stuttgart
- 1996 kannst du mal die Skulptur nach Norden halten, Staatsgalerie Stuttgart (Performance mit Andreas Schmid) (K)
- 1994 arbeiten. Arbeiten, Galerie Tilly Haderek, Stuttgart

## Gruppenausstellungen (Auswahl)
- 2022–23 WHAT THE FLAG?!, Leopold-Hoesch-Museum und Very Contemporary Network Euregio Maas-Rhein
- 2022–23 Jahresgaben, Leopold-Hoesch-Museum, Düren
- 2022 multiple x multiple, Galerie Michel Journiac, École des Arts de la Sorbonne, Paris
- 2022 FRAGMENT FRAGMENT, Gedok Stuttgart
- 2021 MATIÈRES PRÉCIEUSES, Arts contemporains & Anthropocène, Cité du design, Saint-Étienne (kuratiert von Stéphane Le Mercier)
- 2021 Jubilee Jubilee, 20 Jahre Laura Mars Gallery, Berlin
- 2021 PROGNOSE, Plakatausstellung, Mitgliederausstellung, Württembergischer Kunstverein Stuttgart
- 2021 CONNECTING CULTURES, Kunstverein Neuhausen a.d.F.
- 2021 STILL ALIVE, Mitgliederausstellung, Deutscher Künstlerbund, Berlin
- 2021 All of them have a promise, Billboards, Greylight Projects, Heerlen, NL
- 2020 SCHWARZMARKT, Kunstverein Neuhausen a.d.F.
- 2020 taufrisch #6, Gedok, Stuttgart
- 2019 ARRIVAL CITIES, La Friche Belle de Mai, Goethe-Institut Marseille
- 2019 OWL 5 Spurensuche, Marta Herford
- 2011 Laura Mars Grp. 2001–2011, Laura Mars Gallery, Berlin
- 2010 Antigrav, Parrotta Contemporary Art, Stuttgart
- 2009 Polyglottolalia, Tensta Konsthall, Stockholm (K)
- 2009 Anonyme Zeichner, Kunstraum Kreuzberg / Bethanien, Berlin
- 2009 Minimale, Alpineum, Produzentengalerie, Luzern, CH
- 2008 Re-Cherche, Akademie der Bildenden Künste, Stuttgart (K)
- 2005 XVe Bourse d’Art Monumental, Galerie Fernand Léger, Centre d’Art d'Ivry-sur-Seine (K)
- 2004 Passage, Goethe-Institut, Istanbul
- 2003 Natures apprivoisées, Galerie des Grands Bains Douches, Marseille
- 2002 Retour de Paris, Akademie Schloss Solitude, Stuttgart (K)
- 2000 Die Arbeiten gehen weiter, Galerie der Stadt Backnang
- 1996 Gullivers Reisen, Württembergischer Kunstverein Stuttgart

## Sammlungen
- Artothèque de la Ville de Strasbourg
- Daimler Kunst Sammlung
- Deutsche Bank
- Kunsthalle Göppingen
- Kunstmuseum Stuttgart
- Ministerium für Wissenschaft, Forschung und Kunst Baden-Württemberg
- Robert-Bosch-Krankenhaus
- Staatsgalerie Stuttgart, Graphische Sammlung
- Stadtbibliothek Stuttgart, Graphothek